# Hicham Bouchicha
Hicham Bouchicha, né le 19 mai 1989 à Jijel, est un athlète algérien, spécialiste du 3 000 m steeple.

## Biographie
Il atteint la finale des championnats du monde 2015 à Pékin. 

### Palmarès
| Date | Compétition            | Lieu  | Résultat | Épreuve         | Performance   |
| ---- | ---------------------- | ----- | -------- | --------------- | ------------- |
| 2015 | Championnats du monde  | Pékin | 14e      | 3 000 m steeple | 8 min 33 s 79 |
| 2021 | Championnats panarabes | Radès | 2e       | 3 000 m steeple | 8 min 33 s 21 |
| 2022 | Jeux méditerranéens    | Oran  | 3e       | 3 000 m steeple | 8 min 23 s 95 |
| 2023 | Jeux panarabes         | Oran  | 1er      | 3 000 m steeple | 8 min 24 s 4  |

### Records
| Épreuve         | Performance   | Lieu   | Date       |
| --------------- | ------------- | ------ | ---------- |
| 3 000 m steeple | 8 min 15 s 88 | Mersin | 2 mai 2021 |